# Max-Baumann-Gesellschaft
Die Max-Baumann-Gesellschaft e. V. ist ein deutscher Verein zur Erforschung und Pflege der Werke des Komponisten Max Baumann. Sie gibt Schriften heraus, organisiert Ausstellungen, Konzerte und Tagungen und koordiniert die Edition der Werke Baumanns.

## Wirken

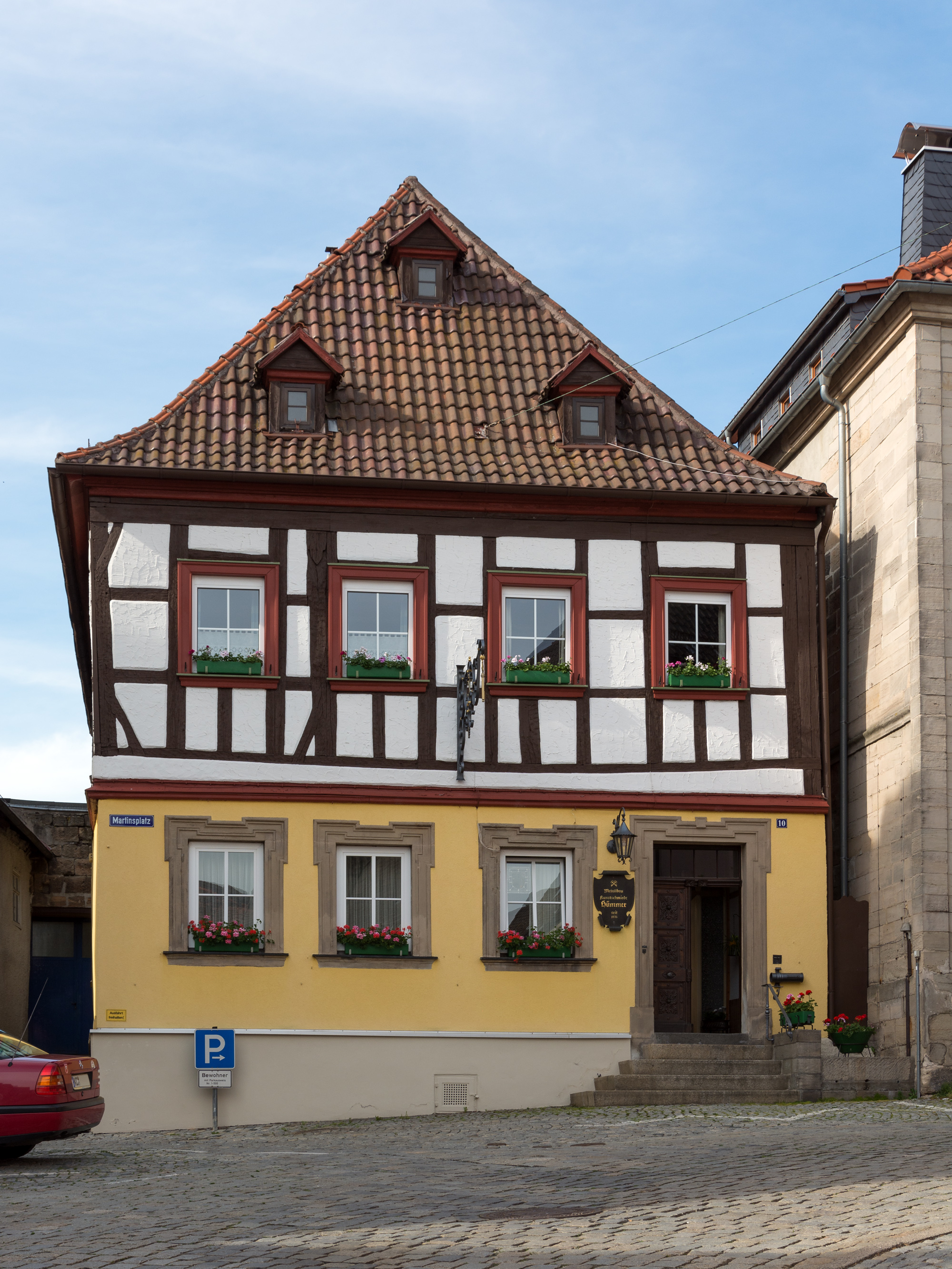
Geburtshaus Max Baumanns in Kronach

### Erforschung und Verbreitung der Werke
Die Gesellschaft wurde am 21. September 1999, wenige Monate nach dem Tod Max Baumanns, in Berlin gegründet und am 17. November 1999 beim Amtsgericht Charlottenburg als Verein eingetragen. Seine Gemeinnützigkeit wurde am 20. Dezember 1999 vom Finanzamt in Parchim erklärt. Sie wird von einem ehrenamtlichen Vorstand verwaltet. Die Mitgliedschaft ist frei und an keinen bestimmten Status gebunden. Die Gesellschaft hat sich insbesondere dazu verpflichtet, Werk und Gedanken Max Baumanns auch für nachfolgende Generationen lebendig zu erhalten. Dadurch versucht sie, das kulturelle Leben zu bereichern.
Von den Werken Max Baumanns waren zum Zeitpunkt seines Todes nicht alle veröffentlicht. So hat die Gesellschaft mit Hilfe von Musikwissenschaftlern ein Werkverzeichnis erstellt, sodass nun eine Aufstellung der Werke Baumanns für weitere Aufführungs- und Editionsvorhaben zur Verfügung steht. In einem zweiten Arbeitsschritt hat sie begonnen, die Werke einzurichten und herauszugeben. Darüber hinaus sind Schriften und Tonträger entstanden. Mitgründerin und ehemalige Präsidentin der Gesellschaft ist die Musikwissenschaftlerin, Komponistin und Professorin Adelheid Geck.
Seit Mai 2022 ist der Dirigent und Komponist Manuel Grund Präsident der Gesellschaft.

### Ausstellungen und Symposien
- 1. Max-Baumann-Symposium, Kronach, 2003.[6]
- Sonderausstellung zum 100. Geburtstag Max Baumanns. Festung Rosenberg, Kronach, 2017.

### Max-Baumann-Medaille
Die Max-Baumann-Medaille wird als Auszeichnung für besondere Verdienste um das Werk Max Baumanns verliehen. Preisträgerinnen und Preisträger sind:
- Steven Heelein (2022)[7]
- Marius Popp (2024)
- Manuel Grund (2024)[8]
- Seylan E. Baldauf (2024) Preisträger des Max-Baumann-Kompositionswettbewerb 2024

## Veröffentlichungen (Auswahl)
Nachfolgende Veröffentlichungen wurden von der Max-Baumann-Gesellschaft begleitet, gefördert oder herausgegeben:

### Bücher und Schriften
- Adelheid Geck-Böttger, Johannes Overath (Hg.): Te decet hymnus. Festgabe für Max Baumann zur Vollendung des 75. Lebensjahres. Academia-Verlag, Sankt Augustin 1992, ISBN 3-88345-373-0, 2. Auflage 2003, ISBN 3-89665-251-6, 3. überarbeitete und erweiterte Auflage 2016.
- Adelheid Geck: Max Baumann (1917–1999) und die Liturgiereform des II. Vatikanischen Konzils. In: Kirchenmusikalisches Jahrbuch 86. 2002, S. 73–83.
- Johannes Laas, Das geistliche Chorwerk Max Baumanns. Kirchenmusik im Spannungsfeld des Zweiten Vatikanischen Konzils, Ferdinand Schöningh, Paderborn 2013 (Dissertation, Universität der Künste Berlin, 2012).
- Adelheid Geck: Max Baumann im Spiegel seiner Schriften und Äußerungen – Dokumentarischer Rückblick im Jahr seines 100. Geburtstages. 2017.
- Adelheid Geck: Max-Baumann-Festtage in Kronach – Dokumentarischer Rückblick auf die Veranstaltungen zum 100. Geburtstag Max Baumanns (1917–1999). 2017.
- Michaela C. Hastetter: Licht fließt am Himmel. Zum 100. Geburtstag des Komponisten Max Baumann (1917–1999). Edition Sankt Ottilien, Sankt Ottilien 2019, ISBN 978-3-8306-7940-0.
- Nachlass in der Bischöflichen Zentralbibliothek Regensburg, seit 2019.

### Tonträger
- Der Venus süß und herbe Früchte. Colosseum Musikstudios, Nürnberg 2000.
- Passion op. 63. Aufnahme: Sender freies Berlin, Verlag Heinrichshofen. Max-Baumann-Gesellschaft (MB 042), 2003.
- Max Baumann. Missa für gemischten Chor a cappella op. 39; Schutzengel-Messe op. 50; Konzert für Orgel, Streichorchester und Pauken op. 70. Max-Baumann-Gesellschaft 2003.
- Max Baumann. Oktett für Streicher, Klarinette, Fagott und Horn op. 72; Sinfonia piccola; Streichquartett Nr. 2 op. 32; Perspektiven I op. 55; Interview mit Max Baumann. Max-Baumann-Gesellschaft.
- Max Baumann. Auftakt zum Ballett „Pelleas und Melisande“ op. 44; Concerto grosso für Streichorchester op. 22; Petite Suite für Flöte, Oboe, Klarinette und Streicher op. 38; Kleine Kammermusik für Bläser op. 11; Perspektiven II für großes Orchester op. 69; Petite marche op. 113. Max-Baumann-Gesellschaft.
- Max Baumann. Sinfonia piccola für Orchester op. 65; Orchester-Variationen op. 29; Streichquartett Nr. 2 op. 32; Drei kleine Klavierstücke op. 35; „Homage a Blacher“ aus: Drei Radierungen für Violine und Klavier op. 58. Verlag der Max-Baumann-Gesellschaft.
- Max Baumann. Libertas cruciata. Dramatische Kantate nach Texten aus Briefen von Widerstandskämpfern und aus der Apokalypse op. 71. Edition Peters.
- Max Baumann. Konzert für Orgel, Streicher und Pauken op. 70; Orchestervariationen op. 29; Quintett für Flöte, Oboe, Violine Bratsche und Violoncello op. 73; Suite moderne für Kammerorchester op. 30. Max-Baumann-Gesellschaft.
- Max Baumann. „Auferstehung“, Oratorium für Sopran, Bariton, Bass, Sprecher, Sprecherin, gemischten Chor, Sprechchor und großes Orchester: I. Karsamstag, II. Ostermorgen, III. Erscheinungen, IV. Missionsbefehl, V. Himmelfahrt, VI. Pfingsten op. 94. Aufnahme: WDR. Max-Baumann-Gesellschaft.
- Max Baumann. Klavier-Trio op. 21; „Pelleas und Melisande“ op. 44 (Aufnahme aus den Probenarbeiten); Konzert für Klavier und Orchester op. 36. Max-Baumann-Gesellschaft.
- Max Baumann. Streichquartett Nr. 1 op. 31; Streich-Trio, Klavier-Sonate op. 26; Sonate für 2 Violinen und Klavier op. 34. Max-Baumann-Gesellschaft.
- Max Baumann. Crucifixus-Stabat Mater-Meditation op. 89 für Sopran, Chor und Orchester. Max Baumann Gesellschaft (MB 019).